# Джин, Джеймс
Джеймс Джин (англ. James Jean; 1979) — американский художник-иллюстратор. Обладатель ряда престижных наград и премий в области иллюстрации.
Рисует обложки для комиксов компании DC Comics (таких как Fables, Batgirl, Monolith) и иллюстрации для большого количества именитых журналов.

## Биография
Джеймс Джин родился в 1979 году на Тайване. Рос и учился в Parsippany, штат Нью-Джерси. Художественное образование получил в School of Visual Arts в Нью-Йорке.
Профессионально заниматься иллюстрацией начал в 2001 году и уже в 2004 получил первую награду в этой области — премия Айснера в номинации «лучший художник обложки», эту же премию получил в 2005—2007 гг.
Также в 2005—2006 гг. получил премии Harvey Award, так же в номинации «лучший художник обложки».
В 2007 году получил премию Eagle Award за лучшую обложку книги комиксов (Fables: 1,001 Nights of Snowfall).
В 2009 году провел персональную выставку в Jonathan Levine Gallery.
В настоящее время продолжает работу над обложками комиксов, иллюстрациями, уделяя немало времени написанию персональных работ.
В 2022 году Динн создал авторcкий постер к научно-фантастической комедии «Всё везде и сразу» (режиссёров Дэниела Шайнерта и Дэна Квана). Фильм выйдет в российский прокат в начале апреля.

## Награды
- 2008
  - Бронзовый Лев, Cannes Lions Festival 2008, Cannes, France.
  - Лучший дизайн упаковки (номинация), Grammy Award
  - Лучший художник обложки, Eisner Award
  - Лучший дизайн публикации, Eisner Award
- 2007
  - Лучший художник обложки, Eisner Award
  - Лучший рассказ, Eisner Award
  - Лучший художник обложки, Harvey Award
  - Золотая медаль, Society of Illustrators, New York, NY
  - Золотая медаль, Society of Illustrators, Los Angeles, CA
- 2006
  - Лучший художник обложки, Eisner Award
  - Лучший художник обложки, Harvey Award
- 2005
  - Лучший художник обложки, Eisner Award
  - Лучший художник обложки, Harvey Award
- 2004
  - Лучший художник обложки, Eisner Award
- 2001
  - Alan M. Goffman Award, New York, NY
- 2000
  - Золотая медаль, Society of Illustrators, Los Angeles, CA
  - Gilbert Stone Award, School of Visual Arts, New York, NY
  - Jellybean Photographics Millennium Award, New York, NY

## Клиенты
DC Comics, Atlantic Records, Burton, ESPN, Wired, Rolling Stone, Spin, Prada, Linkin Park, NY Times, Nike, Playboy, Time Magazine и многие другие.